# Michaël van Bragança
Michaël van Bragança (Kleinheubach, 19 september 1853 - Seebenstein, 11 oktober 1927) was van 1866 tot 1920 hertog van Bragança en miguelistisch troonpretendent van Portugal. Hij behoorde tot het huis Bragança.

## Levensloop
Michaël werd geboren in het kasteel van Kleinheubach in het koninkrijk Beieren, als zoon van de voormalige koning Michaël I van Portugal uit diens huwelijk met Adelheid van Löwenstein-Wertheim-Rosenberg. Na een burgeroorlog in Portugal werd zijn vader in 1834 afgezet en verbannen. Hierdoor groeide Michaël van Bragança op in Duitsland en Oostenrijk. Na de dood van zijn vader in 1866 werd hij hertog van Bragança en Miguelistisch troonpretendent van Portugal. Hij leefde vooral in het prelatengebouw van het klooster van Bronnbach en het Nieuwe Slot in Seebenstein.
Hij was lid van de militaire staf van keizer Frans Jozef van Oostenrijk en nam deel aan de bezetting van Bosnië. Beweerd wordt dat Frans Jozef Michaël graag had en hem het privilege schonk om zijn Portugese nationaliteit te behouden, hoewel hij niet welkom was in dat land. Zijn tweede zoon Frans Jozef werd vernoemd naar de Oostenrijkse keizer, die zijn peetvader was.
Michaël had de rang van kolonel in het Zevende Oostenrijkse Huzarenregiment en tijdens de Eerste Wereldoorlog was hij in het Oostenrijkse leger veldmaarschalk-luitenant. Hij nam ontslag uit het leger toen Portugal eind 1916 aan de zijde van de Geallieerden in de oorlog trad en hij engageerde  zich voor de rest van de oorlog in de Orde van Sint-Jan. Nadat de Eerste Wereldoorlog in november 1918 ten einde kwam en Oostenrijk-Hongarije in elkaar stortte, kwamen hij en zijn familie in betrekkelijke armoede terecht. 
Op 31 juli 1920 stond Michaël na conflicten met zijn oudste zoon Michael Maximiliaan zijn titel van hertog van Bragança en zijn aanspraken op de Portugese troon af, ten voordele van zijn derde zoon Duarte Nuno. Hij overleed in oktober 1927 en werd bijgezet in het klooster van Bronnbach.

## Huwelijken en nakomelingen
Op 17 oktober 1877 huwde Michaël in Regensburg met prinses Elisabeth Marie von Thurn und Taxis (1860-1881). Het echtpaar kreeg drie kinderen:
- Michael Maximiliaan (1878-1923), hertog van Viseu, huwde met de Amerikaanse Anita Stewart
- Frans Jozef (1879-1919)
- Maria Theresa Carolina (1881-1945), huwde in 1900 met prins Karel Lodewijk von Thurn und Taxis

Na de vroege dood van zijn eerste echtgenote hertrouwde hij op 8 november 1893 in Kleinheubach met Maria Theresa van Löwenstein-Wertheim-Rosenberg (1870-1935). Ze kregen acht kinderen:
- Isabella Maria (1894-1970), huwde in 1920 met prins Frans Josef von Thurn und Taxis
- Maria Benedicta (1896-1971)
- Mafalda (1898-1918)
- Maria Anna (1899-1971), huwde in 1921 met prins Karel August von Thurn und Taxis
- Maria Antonia (1903-1973), huwde met Sidney Ashley Chanler
- Filipa (1905-1990)
- Duarte Nuno (1907-1976), hertog van Bragança en troonpretendent van Portugal, huwde in 1942 met Maria Francisca van Orléans-Bragança
- Maria Adelheid (1912-2012), huwde in 1945 met Nicolaas von Uden

## Kwartierstaat
| Peter III van Portugal (1717-1786)       | Peter III van Portugal (1717-1786)       | Peter III van Portugal (1717-1786)       | Peter III van Portugal (1717-1786)       | Peter III van Portugal (1717-1786)       | Peter III van Portugal (1717-1786)       | Maria I van Portugal (1734-1816)  | Maria I van Portugal (1734-1816)  | Maria I van Portugal (1734-1816)  | Maria I van Portugal (1734-1816)  | Maria I van Portugal (1734-1816)   | Maria I van Portugal (1734-1816)   |                                    |                                    | Karel IV van Spanje (1748-1819)    | Karel IV van Spanje (1748-1819)    | Karel IV van Spanje (1748-1819)            | Karel IV van Spanje (1748-1819)            | Karel IV van Spanje (1748-1819)            | Karel IV van Spanje (1748-1819)            | Maria Louisa van Parma (1751-1819)         | Maria Louisa van Parma (1751-1819)         | Maria Louisa van Parma (1751-1819) | Maria Louisa van Parma (1751-1819) | Maria Louisa van Parma (1751-1819)  | Maria Louisa van Parma (1751-1819)  |                                     |                                     | Karel-Thomas van Löwenstein-Wertheim-Rosenberg (1783-1849) | Karel-Thomas van Löwenstein-Wertheim-Rosenberg (1783-1849) | Karel-Thomas van Löwenstein-Wertheim-Rosenberg (1783-1849) | Karel-Thomas van Löwenstein-Wertheim-Rosenberg (1783-1849) | Karel-Thomas van Löwenstein-Wertheim-Rosenberg (1783-1849) | Karel-Thomas van Löwenstein-Wertheim-Rosenberg (1783-1849) | Sophie Luise Gräfin zu Windisch-Graetz (1784-1848)        | Sophie Luise Gräfin zu Windisch-Graetz (1784-1848)        | Sophie Luise Gräfin zu Windisch-Graetz (1784-1848)        | Sophie Luise Gräfin zu Windisch-Graetz (1784-1848)        | Sophie Luise Gräfin zu Windisch-Graetz (1784-1848)     | Sophie Luise Gräfin zu Windisch-Graetz (1784-1848)     |                                                        |                                                        | Karel Lodewijk van Hohenlohe-Langenburg (1762–1825)    | Karel Lodewijk van Hohenlohe-Langenburg (1762–1825)    | Karel Lodewijk van Hohenlohe-Langenburg (1762–1825)        | Karel Lodewijk van Hohenlohe-Langenburg (1762–1825)        | Karel Lodewijk van Hohenlohe-Langenburg (1762–1825)        | Karel Lodewijk van Hohenlohe-Langenburg (1762–1825)        | Amelie Henriette van Solms-Baruth (1768–1847)              | Amelie Henriette van Solms-Baruth (1768–1847)              | Amelie Henriette van Solms-Baruth (1768–1847) | Amelie Henriette van Solms-Baruth (1768–1847) | Amelie Henriette van Solms-Baruth (1768–1847) | Amelie Henriette van Solms-Baruth (1768–1847) |  |  |  |  |  |  |  |  |  |  |  |  |  |  |  |  |  |  |  |  |  |  |  |  |  |  |  |  |  |  |  |  |  |  |  |  |  |  |  |  |  |  |  |  |  |  |  |  |
| Peter III van Portugal (1717-1786)       | Peter III van Portugal (1717-1786)       | Peter III van Portugal (1717-1786)       | Peter III van Portugal (1717-1786)       | Peter III van Portugal (1717-1786)       | Peter III van Portugal (1717-1786)       | Maria I van Portugal (1734-1816)  | Maria I van Portugal (1734-1816)  | Maria I van Portugal (1734-1816)  | Maria I van Portugal (1734-1816)  | Maria I van Portugal (1734-1816)   | Maria I van Portugal (1734-1816)   |                                    |                                    | Karel IV van Spanje (1748-1819)    | Karel IV van Spanje (1748-1819)    | Karel IV van Spanje (1748-1819)            | Karel IV van Spanje (1748-1819)            | Karel IV van Spanje (1748-1819)            | Karel IV van Spanje (1748-1819)            | Maria Louisa van Parma (1751-1819)         | Maria Louisa van Parma (1751-1819)         | Maria Louisa van Parma (1751-1819) | Maria Louisa van Parma (1751-1819) | Maria Louisa van Parma (1751-1819)  | Maria Louisa van Parma (1751-1819)  |                                     |                                     | Karel-Thomas van Löwenstein-Wertheim-Rosenberg (1783-1849) | Karel-Thomas van Löwenstein-Wertheim-Rosenberg (1783-1849) | Karel-Thomas van Löwenstein-Wertheim-Rosenberg (1783-1849) | Karel-Thomas van Löwenstein-Wertheim-Rosenberg (1783-1849) | Karel-Thomas van Löwenstein-Wertheim-Rosenberg (1783-1849) | Karel-Thomas van Löwenstein-Wertheim-Rosenberg (1783-1849) | Sophie Luise Gräfin zu Windisch-Graetz (1784-1848)        | Sophie Luise Gräfin zu Windisch-Graetz (1784-1848)        | Sophie Luise Gräfin zu Windisch-Graetz (1784-1848)        | Sophie Luise Gräfin zu Windisch-Graetz (1784-1848)        | Sophie Luise Gräfin zu Windisch-Graetz (1784-1848)     | Sophie Luise Gräfin zu Windisch-Graetz (1784-1848)     |                                                        |                                                        | Karel Lodewijk van Hohenlohe-Langenburg (1762–1825)    | Karel Lodewijk van Hohenlohe-Langenburg (1762–1825)    | Karel Lodewijk van Hohenlohe-Langenburg (1762–1825)        | Karel Lodewijk van Hohenlohe-Langenburg (1762–1825)        | Karel Lodewijk van Hohenlohe-Langenburg (1762–1825)        | Karel Lodewijk van Hohenlohe-Langenburg (1762–1825)        | Amelie Henriette van Solms-Baruth (1768–1847)              | Amelie Henriette van Solms-Baruth (1768–1847)              | Amelie Henriette van Solms-Baruth (1768–1847) | Amelie Henriette van Solms-Baruth (1768–1847) | Amelie Henriette van Solms-Baruth (1768–1847) | Amelie Henriette van Solms-Baruth (1768–1847) |  |  |  |  |  |  |  |  |  |  |  |  |  |  |  |  |  |  |  |  |  |  |  |  |  |  |  |  |  |  |  |  |  |  |  |  |  |  |  |  |  |  |  |  |  |  |  |  |
|                                          |                                          |                                          |                                          |                                          |                                          |                                   |                                   |                                   |                                   |                                    |                                    |                                    |                                    |                                    |                                    |                                            |                                            |                                            |                                            |                                            |                                            |                                    |                                    |                                     |                                     |                                     |                                     |                                                            |                                                            |                                                            |                                                            |                                                            |                                                            |                                                           |                                                           |                                                           |                                                           |                                                        |                                                        |                                                        |                                                        |                                                        |                                                        |                                                            |                                                            |                                                            |                                                            |                                                            |                                                            |                                               |                                               |                                               |                                               |  |  |  |  |  |  |  |  |  |  |  |  |  |  |  |  |  |  |  |  |  |  |  |  |  |  |  |  |  |  |  |  |  |  |  |  |  |  |  |  |  |  |  |  |  |  |  |  |
|                                          |                                          |                                          |                                          | Johan VI van Portugal (1767-1826)        | Johan VI van Portugal (1767-1826)        | Johan VI van Portugal (1767-1826) | Johan VI van Portugal (1767-1826) | Johan VI van Portugal (1767-1826) | Johan VI van Portugal (1767-1826) |                                    |                                    |                                    |                                    |                                    |                                    | Charlotte Joachime van Bourbon (1775-1830) | Charlotte Joachime van Bourbon (1775-1830) | Charlotte Joachime van Bourbon (1775-1830) | Charlotte Joachime van Bourbon (1775-1830) | Charlotte Joachime van Bourbon (1775-1830) | Charlotte Joachime van Bourbon (1775-1830) |                                    |                                    |                                     |                                     |                                     |                                     |                                                            |                                                            |                                                            |                                                            | Constantijn van Löwenstein-Wertheim-Rosenberg (1802–1838)  | Constantijn van Löwenstein-Wertheim-Rosenberg (1802–1838)  | Constantijn van Löwenstein-Wertheim-Rosenberg (1802–1838) | Constantijn van Löwenstein-Wertheim-Rosenberg (1802–1838) | Constantijn van Löwenstein-Wertheim-Rosenberg (1802–1838) | Constantijn van Löwenstein-Wertheim-Rosenberg (1802–1838) |                                                        |                                                        |                                                        |                                                        |                                                        |                                                        | Maria Agnes Henriette van Hohenlohe-Langenburg (1804–1835) | Maria Agnes Henriette van Hohenlohe-Langenburg (1804–1835) | Maria Agnes Henriette van Hohenlohe-Langenburg (1804–1835) | Maria Agnes Henriette van Hohenlohe-Langenburg (1804–1835) | Maria Agnes Henriette van Hohenlohe-Langenburg (1804–1835) | Maria Agnes Henriette van Hohenlohe-Langenburg (1804–1835) |                                               |                                               |                                               |                                               |  |  |  |  |  |  |  |  |  |  |  |  |  |  |  |  |  |  |  |  |  |  |  |  |  |  |  |  |  |  |  |  |  |  |  |  |  |  |  |  |  |  |  |  |  |  |  |  |
|                                          |                                          |                                          |                                          | Johan VI van Portugal (1767-1826)        | Johan VI van Portugal (1767-1826)        | Johan VI van Portugal (1767-1826) | Johan VI van Portugal (1767-1826) | Johan VI van Portugal (1767-1826) | Johan VI van Portugal (1767-1826) |                                    |                                    |                                    |                                    |                                    |                                    | Charlotte Joachime van Bourbon (1775-1830) | Charlotte Joachime van Bourbon (1775-1830) | Charlotte Joachime van Bourbon (1775-1830) | Charlotte Joachime van Bourbon (1775-1830) | Charlotte Joachime van Bourbon (1775-1830) | Charlotte Joachime van Bourbon (1775-1830) |                                    |                                    |                                     |                                     |                                     |                                     |                                                            |                                                            |                                                            |                                                            | Constantijn van Löwenstein-Wertheim-Rosenberg (1802–1838)  | Constantijn van Löwenstein-Wertheim-Rosenberg (1802–1838)  | Constantijn van Löwenstein-Wertheim-Rosenberg (1802–1838) | Constantijn van Löwenstein-Wertheim-Rosenberg (1802–1838) | Constantijn van Löwenstein-Wertheim-Rosenberg (1802–1838) | Constantijn van Löwenstein-Wertheim-Rosenberg (1802–1838) |                                                        |                                                        |                                                        |                                                        |                                                        |                                                        | Maria Agnes Henriette van Hohenlohe-Langenburg (1804–1835) | Maria Agnes Henriette van Hohenlohe-Langenburg (1804–1835) | Maria Agnes Henriette van Hohenlohe-Langenburg (1804–1835) | Maria Agnes Henriette van Hohenlohe-Langenburg (1804–1835) | Maria Agnes Henriette van Hohenlohe-Langenburg (1804–1835) | Maria Agnes Henriette van Hohenlohe-Langenburg (1804–1835) |                                               |                                               |                                               |                                               |  |  |  |  |  |  |  |  |  |  |  |  |  |  |  |  |  |  |  |  |  |  |  |  |  |  |  |  |  |  |  |  |  |  |  |  |  |  |  |  |  |  |  |  |  |  |  |  |
|                                          |                                          |                                          |                                          |                                          |                                          |                                   |                                   |                                   |                                   | Michaël I van Portugal (1802-1866) | Michaël I van Portugal (1802-1866) | Michaël I van Portugal (1802-1866) | Michaël I van Portugal (1802-1866) | Michaël I van Portugal (1802-1866) | Michaël I van Portugal (1802-1866) |                                            |                                            |                                            |                                            |                                            |                                            |                                    |                                    |                                     |                                     |                                     |                                     |                                                            |                                                            |                                                            |                                                            |                                                            |                                                            |                                                           |                                                           |                                                           |                                                           | Adelheid van Löwenstein-Wertheim-Rosenberg (1831-1909) | Adelheid van Löwenstein-Wertheim-Rosenberg (1831-1909) | Adelheid van Löwenstein-Wertheim-Rosenberg (1831-1909) | Adelheid van Löwenstein-Wertheim-Rosenberg (1831-1909) | Adelheid van Löwenstein-Wertheim-Rosenberg (1831-1909) | Adelheid van Löwenstein-Wertheim-Rosenberg (1831-1909) |                                                            |                                                            |                                                            |                                                            |                                                            |                                                            |                                               |                                               |                                               |                                               |  |  |  |  |  |  |  |  |  |  |  |  |  |  |  |  |  |  |  |  |  |  |  |  |  |  |  |  |  |  |  |  |  |  |  |  |  |  |  |  |  |  |  |  |  |  |  |  |
|                                          |                                          |                                          |                                          |                                          |                                          |                                   |                                   |                                   |                                   | Michaël I van Portugal (1802-1866) | Michaël I van Portugal (1802-1866) | Michaël I van Portugal (1802-1866) | Michaël I van Portugal (1802-1866) | Michaël I van Portugal (1802-1866) | Michaël I van Portugal (1802-1866) |                                            |                                            |                                            |                                            |                                            |                                            |                                    |                                    |                                     |                                     |                                     |                                     |                                                            |                                                            |                                                            |                                                            |                                                            |                                                            |                                                           |                                                           |                                                           |                                                           | Adelheid van Löwenstein-Wertheim-Rosenberg (1831-1909) | Adelheid van Löwenstein-Wertheim-Rosenberg (1831-1909) | Adelheid van Löwenstein-Wertheim-Rosenberg (1831-1909) | Adelheid van Löwenstein-Wertheim-Rosenberg (1831-1909) | Adelheid van Löwenstein-Wertheim-Rosenberg (1831-1909) | Adelheid van Löwenstein-Wertheim-Rosenberg (1831-1909) |                                                            |                                                            |                                                            |                                                            |                                                            |                                                            |                                               |                                               |                                               |                                               |  |  |  |  |  |  |  |  |  |  |  |  |  |  |  |  |  |  |  |  |  |  |  |  |  |  |  |  |  |  |  |  |  |  |  |  |  |  |  |  |  |  |  |  |  |  |  |  |
|                                          |                                          |                                          |                                          |                                          |                                          |                                   |                                   |                                   |                                   |                                    |                                    |                                    |                                    |                                    |                                    |                                            |                                            |                                            |                                            |                                            |                                            |                                    |                                    |                                     |                                     |                                     |                                     |                                                            |                                                            |                                                            |                                                            |                                                            |                                                            |                                                           |                                                           |                                                           |                                                           |                                                        |                                                        |                                                        |                                                        |                                                        |                                                        |                                                            |                                                            |                                                            |                                                            |                                                            |                                                            |                                               |                                               |                                               |                                               |  |  |  |  |  |  |  |  |  |  |  |  |  |  |  |  |  |  |  |  |  |  |  |  |  |  |  |  |  |  |  |  |  |  |  |  |  |  |  |  |  |  |  |  |  |  |  |  |
|                                          |                                          |                                          |                                          |                                          |                                          |                                   |                                   |                                   |                                   |                                    |                                    |                                    |                                    |                                    |                                    |                                            |                                            |                                            |                                            |                                            |                                            |                                    |                                    |                                     |                                     |                                     |                                     |                                                            |                                                            |                                                            |                                                            |                                                            |                                                            |                                                           |                                                           |                                                           |                                                           |                                                        |                                                        |                                                        |                                                        |                                                        |                                                        |                                                            |                                                            |                                                            |                                                            |                                                            |                                                            |                                               |                                               |                                               |                                               |  |  |  |  |  |  |  |  |  |  |  |  |  |  |  |  |  |  |  |  |  |  |  |  |  |  |  |  |  |  |  |  |  |  |  |  |  |  |  |  |  |  |  |  |  |  |  |  |
| Maria das Neves van Portugal (1852-1941) | Maria das Neves van Portugal (1852-1941) | Maria das Neves van Portugal (1852-1941) | Maria das Neves van Portugal (1852-1941) | Maria das Neves van Portugal (1852-1941) | Maria das Neves van Portugal (1852-1941) |                                   |                                   | Michaël van Bragança (1853-1927)  | Michaël van Bragança (1853-1927)  | Michaël van Bragança (1853-1927)   | Michaël van Bragança (1853-1927)   | Michaël van Bragança (1853-1927)   | Michaël van Bragança (1853-1927)   |                                    |                                    | Maria Theresia van Bragança (1855-1944)    | Maria Theresia van Bragança (1855-1944)    | Maria Theresia van Bragança (1855-1944)    | Maria Theresia van Bragança (1855-1944)    | Maria Theresia van Bragança (1855-1944)    | Maria Theresia van Bragança (1855-1944)    |                                    |                                    | Maria José van Bragança (1857-1943) | Maria José van Bragança (1857-1943) | Maria José van Bragança (1857-1943) | Maria José van Bragança (1857-1943) | Maria José van Bragança (1857-1943)                        | Maria José van Bragança (1857-1943)                        |                                                            |                                                            | Adelgunde van Bragança (1858-1946)                         | Adelgunde van Bragança (1858-1946)                         | Adelgunde van Bragança (1858-1946)                        | Adelgunde van Bragança (1858-1946)                        | Adelgunde van Bragança (1858-1946)                        | Adelgunde van Bragança (1858-1946)                        |                                                        |                                                        | Maria Anna van Portugal (1861-1942)                    | Maria Anna van Portugal (1861-1942)                    | Maria Anna van Portugal (1861-1942)                    | Maria Anna van Portugal (1861-1942)                    | Maria Anna van Portugal (1861-1942)                        | Maria Anna van Portugal (1861-1942)                        |                                                            |                                                            | Maria Antonia van Bragança (1862-1959)                     | Maria Antonia van Bragança (1862-1959)                     | Maria Antonia van Bragança (1862-1959)        | Maria Antonia van Bragança (1862-1959)        | Maria Antonia van Bragança (1862-1959)        | Maria Antonia van Bragança (1862-1959)        |  |  |  |  |  |  |  |  |  |  |  |  |  |  |  |  |  |  |  |  |  |  |  |  |  |  |  |  |  |  |  |  |  |  |  |  |  |  |  |  |  |  |  |  |  |  |  |  |

- Gemeinsame Normdatei: 1048554511
- Virtual International Authority File: 304921566
- WorldCat: E39PBJwdjvhWPhM96jX4xfGj4q